# 森嶬
森 嶬（もり たかし、1942年6月5日 - ）は、日本の経営者。ニチイ学館社長を務めた。大阪府出身。

## 経歴
1966年に慶應義塾大学法学部政治学科を卒業し、1975年1月に三和銀行に入行。1994年6月に取締役に就任し、1997年5月に常務、2004年4月に専務を経て、2005年6月にはニチイ学館社長に就任。2009年4月には相談役に就任。